# Jorge Dintilhac
Luis Eugenio Dintilhac (Provins, 13 de noviembre de 1878–Lima, 13 de abril de 1947) conocido con el seudónimo y más tarde, el nombre legal de Jorge Dintilhac, fue un teólogo francés y sacerdote ordenado por la Congregación de los Sagrados Corazones. Además fue Superior del Colegio La Recoleta de Lima, fundador y rector de la Pontificia Universidad Católica del Perú.

## Vida personal
Fue hijo de Juan Luis Dintilhac, empleado de correos, y de María Moliére, ambos provenientes de la Rouergue, del sur de Francia. 
Sus primeros estudios, los cursó en el Colegio de Greves, que regentaba entonces la Congregación de los Sagrados Corazones, y al culminarlos viajó a España para ingresar al Noviciado de Beire (Navarra), en octubre de 1895. Tiempo después viajó a Chile, donde permaneció hasta 1902, cuando fue destinado a la casa de Lima de su congregación.
En marzo de 1902 recibió la ordenación sacerdotal de manos del Monseñor Manuel Tovar, Arzobispo de Lima, y terminó sus estudios de Teología en la Universidad Nacional Mayor de San Marcos.

## Actividades Académicas

### Colegio La Recoleta de Lima
El Padre Jorge Dintilhac, estuvo a cargo del Colegio La Recoleta de Lima, bajo el cargo de Superior, durante su gestión el año 1924, se enfrentó a las autoridades ediles de ese momento debido a la apertura de la Avenida El Progreso, lo que significa una detrimento al Colegio, debido a que los seccionaba al colegio en dos partes, las autoridades lograron el proyecto, logrando un acuerdo entre ambas parte como la construcción de un nuevo pabellón de dos pisos a base de cemento, hierro y ladrillo.

### Pontificia Universidad Católica del Perú
El Padre Jorge Dintilhac, asumió la responsabilidad designada por el Padre Florentino Prat, para crear una escuela peruana de estudios superiores con una sólida formación católica. El proyecto logró a concretarse el 24 de marzo de 1917, fecha en la que el Padre Jorge Dintilhac, funda la Pontificia Universidad Católica del Perú.
Jorge Dintilhac, fue el primer rector de la PUCP y se mantuvo en el cargo por treinta años, de los cuales ocurrieron diversas interrupciones.
Su primer mandato se llevó a cabo desde 1917 (fundación de la PUCP), hasta el año 1924, donde el Rectorado de la PUCP, fue asumido por el Monseñor Pedro Pablo Drinot, durante poco tiempo debido a su deceso.
Donde el Padre Jorge Dintilhac, asume nuevamente sus funciones desde 1924 hasta 1946.
Durante los dos periodos, se presentaron diversos obstáculos, tales como los escasos recursos que poseía la naciente universidad y a ellos se sumaba el hecho de que un considerable sector de la opinión pública se oponía a la existencia de un centro de estudios de esta naturaleza, puesto que se planteaba que la Iglesia Católica no debía intervenir en la educación superior del Perú.
En un principio, la falta de ambientes para la PUCP, originó que el Colegio de La Recoleta de Lima, prestara algunos salones de clase, para el uso exclusivo de la Universidad.
En el segundo periodo del Padre Jorge Dintilhac SS.CC., el año 1942, el Papa Pio XII otorgó a la Universidad Católica, el título de Pontificia, lo que significa la identificación de la Universidad dentro del Derecho Eclesiástico.

### Escuela Técnica de Comercio
El Padre Jorge Dintilhac, también fue rector de la Escuela Técnica de Comercio entre los años 1925 al 1947.